# 유니티 운영체제

로고

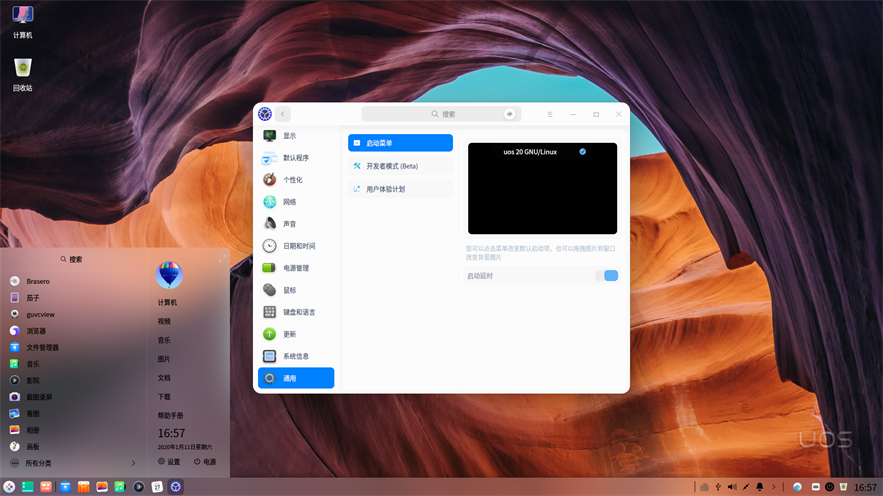
스크린샷

유니티 운영체제(Unity Operating System, Unified Operating System, UOS, 중국어: 统一操作系统)는 데비안을 기반으로 하는 Deepin을 기반으로 UnionTech(중국어: 统信软件, Tēngxìn)에서 개발한 중국 리눅스 배포판이다. 중화인민공화국에서는 2019년부터 마이크로소프트 윈도우 등 외국산 소프트웨어를 국내 제품으로 교체하는 정부 이니셔티브의 일환으로 활용되고 있다.

## 개발
현재 일반 사용자용 데스크톱(Deepin), 기업용(UOS), 서버 버전(UOS)의 세 가지 버전이 개발 중이다. 첫 번째 베타 버전은 2019년 12월에 출시되었으며 공식 웹사이트에서 다운로드할 수 있다. 첫 번째 안정 버전은 2020년 1월 14일에 출시되었다.

## 지원
이 운영체제는 주로 중국 시장을 겨냥하고 있으며 "3-5-2 정책"이라고도 알려진 2022년까지 해당 국가에서 마이크로소프트 윈도우를 대체할 예정이다. 따라서 지금까지는 주로 반도체 회사인 자오신의 하드웨어와 같은 사내 하드웨어에 중점을 두었다. 전체 KX-6000 시리즈는 이미 데스크톱 버전과 서버 버전용 KH-30000 시리즈에서 지원된다.
2022년 7월 23일에 운영 체제가 HarmonyOS 앱 파일 형식인 hap .app을 지원할 수 있다고 보고되었다.
광범위한 지원이 계획되어 있으므로 룽손(Loongson), Sunway 또는 ARM과 같은 플랫폼도 지원될 예정이다.

## 같이 보기
- 우분투 기린
- 기린 (운영 체제)
- Deepin
- 노바 (운영 체제)
- 붉은별 (운영 체제)